# Maintenon
Maintenon é uma comuna francesa na região administrativa do Centro, no departamento Eure-et-Loir. Estende-se por uma área de 11,43 km². Em 2010 a comuna tinha 4 454 habitantes (densidade: 389,7 hab./km²).